# Eupleridae
Gli Eupleridi (Eupleridae) sono una famiglia di mammiferi carnivori, endemici del Madagascar.

## Tassonomia
In precedenza alcune di queste specie erano classificate tra i Viverridi altre tra gli Erpestidi. Recenti evidenze di biologia molecolare sostengono l'esistenza di questa famiglia come un gruppo a sé stante, evolutosi indipendentemente dagli altri carnivori in Madagascar, isolato dagli altri continenti già nel Cenozoico inferiore.
Il più noto di questi animali è il fossa (Cryptoprocta ferox), della sottofamiglia degli Euplerini. A questa sottofamiglia sono anche ascritti lo stranissimo eupleride di Goudot o falanouc (Eupleres goudotii) e la fanaloka (Fossa fossana). La sottofamiglia dei Galidini comprende invece le cosiddette vontsire, raggruppate in tre generi monospecifici e un genere con due specie, dalla biologia quasi sconosciuta.
- Sottofamiglia Euplerinae
  - Fossa, Cryptoprocta ferox
  - Falanouc, Eupleres goudotii
  - Fanaloka, Fossa fossana
- Sottofamiglia Galidiinae
  - Vontsira rossa, Galidia elegans
  - Vontsira bianca, Galidictis fasciata
  - Vontsira di Grandidier, Galidictis grandidieri
  - Vontsira dalle bande strette, Mungotictis decemlineata
  - Vontsira dalla coda marrone, Salanoia concolor